# Hubert Rostaing
Pour les articles homonymes, voir Rostaing.
Hubert Rostaing, né le 17 septembre 1918 à Lyon et mort le 10 juin 1990 à Paris, est un clarinettiste et saxophoniste de jazz français, ainsi que compositeur, chef d'orchestre et arrangeur de musique de film.

## Biographie
Hubert Rostaing grandit à Alger. Il fréquente le conservatoire de musique d'Alger. Il s'entraîne sur un vieux saxophone, puis par la suite, participe à des spectacles de variétés.
Il participe à l'orchestre des « Red Hotters », avec lequel il réalise une tournée en Afrique du Nord qui le conduit au Maroc et en Tunisie. En 1939, il arrive en France, d'abord en Corse, puis débarque sur le continent européen, où il se produit jusqu'au Luxembourg.
Il joue chez « Mimi Pinson » du saxophone ténor et du bandonéon dans des orchestres de variétés. Le jazzman Alix Combelle le remarque. Il est engagé dans le quintette du Hot Club de France, où il remplace Stéphane Grappelli retenu en Angleterre pendant la Seconde Guerre mondiale. Sous l'occupation il enregistre avec le quintette du Hot Club de France (Dinette, Nuages, Swing 42) et se produit avec les orchestres de Raymond Legrand, Fred Adison, Jacques Hélian et la formation le "Jazz de Paris" d'André Hodeir. En 1944, il joue dans diverses salles de spectacles parisiennes, dans lesquelles il croise l'orchestre de Claude Abadie, Eddie Barclay et Boris Vian.
Dans la seconde moitié des années 1940, il se produit aux Ambassadeurs, au Club des Champs-Élysées, au Pré Catelan, au théâtre Marigny et au théâtre Édouard VII.
En 1951 et 1952, il dirige l’orchestre du Moulin Rouge. Puis il travaille chez Patachou.
Le 27 avril 1957, il accompagne Nat King Cole au Palais de Chaillot. La même année il dirige l'orchestre de la salle parisienne de l'Alhambra de Maurice Chevalier.
En 1958 et 1959, il s’intègre à la petite formation constituée par Bob Castella pour accompagner les récitals du chanteur Yves Montand.
Après 1962, Hubert Rostaing quitte la scène de jazz et s'oriente désormais vers la musique de films et la musique classique, comme compositeur, arrangeur ou chef d'orchestre.
Parallèlement à son succès de clarinettiste et de compositeur, il mène une carrière discographique parallèle sous le pseudonyme américain de Earl Cadillac.

## Discographie
- Don Byas: 1946 (Classics), 1947 (Classics)
- Kenny Clarke: Plays André Hodeir (Philips, 1956)
- Django Reinhardt et Quintette du Hot Club de France: 1940-1941, 1944-1946, 1947, Vol. 2 (Classics), Swing de Paris (Arco, 1947), Pêche à la Mouche (Verve, 1947-53)
- André Hodeir: The Vogue Sessions (Vogue, 1949-54)
- Martial Solal: The Complete Vogue Recordings, Vol. 3 (Vogue, 1956)
- Rex Stewart: 1947-1948 (Classics) (avec Django Reinhardt) [2]
- Jazz sur la Croisette (compilation avec Hubert Rostaing lors du festival de Jazz en 1958) - (INA Mémoire vive / Abeille Musique

### Pierre Spiers, Hubert Rostaing, Jerry Mengo
Ce trio est composé de Pierre Spiers au piano (et aussi au celesta, orgue, clavinet ), Hubert Rostaing à la clarinette et de Jerry Mungo à la batterie.
- 1956 : Un Trio Célèbre, Un Septuor Charmant ∫ Disques Vega - Vega V 35 M 723
- 1957 : Le Trio… ∫ Disques Vega - Vega V 35 M 748
- 1958 : Encore! Encore!  ∫ Disques Vega - Vega V 30 S 762

Réédition de l’album de 1958 sans Hubert Rostaing…
- 1959 : Pierre Spiers Et Jerry Mengo : Encore! Encore!  ∫ Disques Columbia - Columbia FP 1120 et 33 FP 1120

## Musiques de films

### Arrangements, chef d'orchestre ou musicien
- 1964 :  Patate de Robert Thomas
- 1972 : Liza de Marco Ferreri
- 1973 : Le Fils de Pierre Granier-Deferre
- 1973 : La Grande Bouffe de Marco Ferreri
- 1973 : Deux hommes dans la ville de José Giovanni
- 1973 : Le Train de Pierre Granier-Deferre
- 1974 : L'Horloger de Saint-Paul de Bertrand Tavernier
- 1974 : La Race des seigneurs de Pierre Granier-Deferre
- 1974 : Les Seins de glace de Georges Lautner
- 1974 : Vincent, François, Paul... et les autres de Claude Sautet
- 1975 : Sept morts sur ordonnance de Jacques Rouffio
- 1975 : Adieu poulet de Pierre Granier-Deferre
- 1976 : Le Juge et l'Assassin de Bertrand Tavernier
- 1976 : La Dernière Femme de Marco Ferreri
- 1976 : Le Locataire de Roman Polanski
- 1976 : On aura tout vu de Georges Lautner
- 1976 : Mado de Claude Sautet
- 1976 : Barocco d'André Téchiné
- 1977 : Violette et François de Jacques Rouffio
- 1977 : Des enfants gâtés de Bertrand Tavernier
- 1977 : Mort d'un pourri de Georges Lautner
- 1978 : Une histoire simple de Claude Sautet
- 1978 : Sale rêveur de Jean-Marie Périer
- 1979 : Flic ou Voyou de Georges Lautner
- 1979 : Au bout du bout du banc de Peter Kassovitz
- 1979 : Moments de la vie d'une femme de Michal Bat-Adam
- 1981 : Un assassin qui passe de Michel Vianey
- 1988 : Les Saisons du plaisir de Jean-Pierre Mocky

### Compositeur
- 1956 : Cette sacrée gamine de Michel Boisrond
- 1957 : Les trois font la paire de Sacha Guitry et Clément Duhour
- 1957 : Une parisienne de Michel Boisrond
- 1957 : Le Naïf aux 40 enfants de Philippe Agostini
- 1958 : Le désir mène les hommes d'Émile Roussel
- 1958 : La Vie à deux de Clément Duhour
- 1959 : Vous n'avez rien à déclarer ...? de Clément Duhour
- 1960 : Ça va être ta fête de Pierre Montazel
- 1965 : Je vous salue, mafia!
- 1972 : Le Trèfle à cinq feuilles d'Edmond Freess
- 1973 : Joseph Balsamo
- 1979 : Moments de la vie d'une femme
- 1982 : Tir groupé de Jean-Claude Missiaen
- 1983 : Where Is Parsifal? d'Henri Helman
- 1983 : Abel Gance et son Napoléon
- 1984 : Ronde de nuit de Jean-Claude Missiaen
- 1985 : La Baston de Jean-Claude Missiaen
- 1986 : Blockhaus USA
- 1986 : Prunelles Blues
- 1989 : Eye of the Widow
- 1989 : Divine Enfant de Jean-Pierre Mocky
- 1991 : Les Mouettes de Jean Chapot

## Apparition à l'écran
- 1942 : Fièvres de Jean Delannoy